# Amir al-umara
L'ufficio di amir al-umara (in arabo أمير الأمراء‎?, amīr al-umarāʾ), variamente reso in italiano come emiro degli emiri, principe dei principi, capo dei capi, e comandante dei comandanti, era una posizione militare di alto livello nel califfato abbaside del X secolo, i cui detentori nel decennio successivo dopo il 936 arrivarono a sostituire la burocrazia civile sotto il visir e divennero reggenti effettivi, relegando i califfi abbasidi a un ruolo puramente cerimoniale. L'ufficio costituì quindi la base per il controllo dei Buwayhidi sui califfi abbasidi e sull'Iraq fino alla metà dell'XI secolo.
Il titolo continuò ad essere utilizzato dagli stati musulmani del Medio Oriente, ma fu per lo più limitato ai capi militari di alto livello. Fu utilizzato anche nella Sicilia normanna per alcuni ministri del re.

## Nel califfato abbaside

### Sfondo
La prima persona ad essere intitolata amir al-umara fu il comandante Harun ibn Gharib, cugino del califfo al-Muqtadir (r. 908-932), nel 928. Fu seguito subito dopo dal suo rivale, l'eunuco Mu'nis al-Muzaffar (845-933), che servì come comandante in capo dell'esercito califfale e al potere all'ombra del trono per la maggior parte del regno di al-Muqtadir. Dal 928, Mu'nis fu coinvolto in una tumultuosa lotta per il potere con i suoi rivali nella burocrazia civile della corte, che si concluse con la deposizione e l'esecuzione di al-Muqtadir nel 932, e la sua sostituzione con il fratello al-Qahir (r. 932-934). Mu'ni e i militari erano allora dominanti negli affari della corte abbaside, dando inizio ad un periodo di disordini che fu, secondo le parole dello storico Hugh Kennedy, "dominato dalle lotte dei militari per il controllo del califfato e, forse più soprattutto, le entrate dei Sawad che avrebbero permesso loro di soddisfare le richieste dei loro seguaci".
Lo stesso Mu'nis fu giustiziato da al-Qahir nel 933, ma nel 934 un'altra congiura di palazzo depose al-Qahir e lo sostituì con al-Radi (r. 934-940). Le frequenti rivolte e la violenta lotta per il controllo del Califfato indebolirono notevolmente il governo centrale di Baghdad. Il controllo effettivo sul Maghreb e sul Khorasan era andato perduto da tempo, ma allora emersero governanti autonomi nelle province più vicine all'Iraq: l'Egitto e Bilad al-Sham erano governati dalla dinastia Ikhshidide, la dinastia hamdanide si era assicurata il controllo sull'Alta Mesopotamia e la gran parte dell'Iran era governato dalle dinastie daylamite, tra le quali i buwayhidi erano i più importanti. Anche nello stesso Iraq l’autorità del governo califfale fu messa in discussione. Così nel sud, intorno a Bassora, Abu Abdallah al-Baridi stabilì il proprio dominio, rifiutandosi spesso di inviare entrate fiscali a Baghdad e stabilendo contatti con i buwayhidi della vicina Fars. Lo storico Ali ibn al-Athir (morto nel 1233) affermò che dopo la morte di Mu'ni, il posto dell'amir al-umara toccò a Tarif al-Subkari, che era anche capo del tesoro.

### Elevazione a reggente
Nel novembre 936, l'incapacità del visir Ibn Muqla di controllare i governatori provinciali e di affrontare la disastrosa situazione finanziaria del Califfato, portò alla nomina del governatore di Wasit, Muhammad ibn Ra'iq, alla carica di amir al-umara. L'autorità concessa a Ibn Ra'iq e ai suoi successori era ampia. Secondo lo studioso contemporaneo Miskawayh, fu nominato governatore di Baghdad e comandante in capo dell'esercito, gli fu affidata la riscossione della tassa fondiaria kharaj e la supervisione di tutte le proprietà pubbliche, nonché il mantenimento della sicurezza. Gli fu anche concesso uno stendardo e abiti da ufficiale, così come il privilegio di essere indirizzato dal suo kunya (tecnonimico), e il suo nome fu aggiunto a quello del califfo durante la preghiera del venerdì. Effettivamente, scrive Miskawayh, il califfo «gli lasciò il governo del regno». Da allora in poi, il potere effettivo sia nell'amministrazione militare che in quella civile passò dal califfo amir al-umara e al suo segretario, che gestivano l'amministrazione civile. Ibn Ra'iq si preoccupò di privare il califfo della sua ultima base di appoggio sciogliendo la vecchia guardia del corpo domestica, sostituendola come nucleo dell'esercito califfale con i suoi stessi turchi e daylamiti.

### Lotta per il potere, 936-946

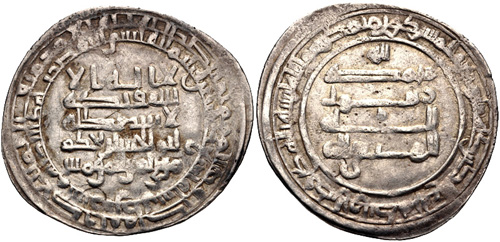
Dirham d'argento del 940/941 d.C., con i nomi del califfo al-Muttaqi e amir al-umara Bajkam

Nonostante la sua straordinaria autorità, tuttavia, Ibn Ra'iq non riuscì a stabilizzare la situazione e seguì una complicata lotta di potere decennale tra vari capi regionali per la carica di amir al-umara. Il 9 settembre 938 Ibn Ra'iq fu deposto dal suo ex subordinato, il turco Bajkam, che si assicurò la successione alla carica quattro giorni dopo, e governò fino alla sua morte inflitta dai briganti curdi il 21 aprile 941. Il califfo al-Muttaqi (r. 940-944), elevato al trono da Bajkam dopo la morte di al-Radi, cercò ora di restaurare il governo civile, nominando Ibn Maymun e poi Abu Abdallah al-Baridi come visir, ma i militari ripresero il controllo sotto la guida di Kurankij, che divenne amir al-umara il 1º luglio.
Quest'ultimo fu deposto il 16 settembre da Ibn Ra'iq, che nel giro di pochi giorni riprese la sua vecchia carica. Tuttavia, la restaurazione di Ibn Ra'iq provocò la reazione di al-Baridi, le cui forze occuparono Baghdad, costringendo Ibn Ra'iq e al-Muttaqi a fuggire presso il sovrano hamdanide al-Hasan a Mosul. Egli aiutò il Califfo a recuperare Baghdad, fece assassinare Ibn Ra'iq il 13 febbraio 942 e assunse egli stesso la carica di amir al-umara il 18 febbraio, con il laqab (ovvero il titolo onorifico) di Nasir al-Dawla. Anche gli hamdanidi non furono in grado di consolidare il loro controllo di fronte alle difficoltà finanziarie, e una rivolta militare sotto il generale turco Tuzun costrinse Nasir al-Dawla ad abbandonare il suo incarico (11 maggio 943) e ritirarsi nella sua base a Mosul. Tuzun divenne il nuovo amir al-umara il 1º giugno.
Al-Muttaqi tentò di riconquistare la sua indipendenza rimanendo a Raqqa invece che a Baghdad e contattando gli Ikhshididi, che lo incoraggiarono a cercare rifugio in Egitto. Alla fine, al-Muttaqi rifiutò e ritornò a Baghdad, dove Tuzun lo depose e lo accecò, elevando al-Mustakfi (r. 944-946) al trono. Il mandato di Tuzun durò fino alla sua morte nell'agosto/settembre 945, ma fu oscurato dal crescente potere dei Buwayhidi. Nel 944 Mu'izz al-Dawla tentò di prendere Baghdad ma fu respinto. Dopo la morte di Tuzun, il suo segretario e successore, Muhammad ibn Shirzad, deteneva solo una debole autorità e cercò di respingere la minaccia buwayhide alleandosi con Nasir al-Dawla. I suoi sforzi furono vani e il 17 gennaio 946 i buwayhidi guidati da Mu'izz al-Dawla entrarono a Baghdad. Ciò diede inizio all'era buwayhide a Baghdad e in Iraq, che durò fino alla conquista selgiuchide a metà dell'XI secolo.

### Sotto i Buwayhidi
Il possesso del titolo di amir al-umara costituì il quadro istituzionale dell'autorità buwayhide nella stessa Baghdad e nei confronti del califfo, che allora divenne semplicemente un altro funzionario statale, ricevendo uno stipendio annuale. Sebbene Ahmad ibn Buya avesse preso Baghdad, i forti legami familiari dei fratelli buwayhidi determinarono le rispettive posizioni reciproche, e la carica di amir al-umara cadde sul fratello maggiore e sovrano di Fars, Ali, conosciuto con il suo laqab Imad al -Dawla. Dopo la sua morte nel 949 gli successe il fratello maggiore sopravvissuto, Rukn al-Dawla, sovrano di Rey, fino alla sua morte nel 976. Sembra, tuttavia, che Ahmad (Mu'izz al-Dawla), che continuò a governare sull'Iraq, mantenne il titolo anche per sé e lo diede in aggiunta al figlio Izz al-Dawla quando lo dichiarò suo erede nel 955. In risposta, il figlio ed erede di Rukn al-Dawla 'Adud al-Dawla (r. 976-983) cominciò ad assumere titoli di sovranità alla maniera persiana, come shahanshah ("scià degli scià"), malik ("re"), o malik al-muluk ("re dei re"), per sottolineare la sua preminenza. Pertanto, sotto i successivi sovrani buwayhidi, i titoli persiani erano più importanti e amir al-umara finì per indicare l'erede designato. In generale, l'uso del titolo da parte dei buwayhidi sembra essere stato incoerente, ed era impiegato più come titolo onorifico che come ufficio.

## In altri stati musulmani

### Iran e Khorasan
Più a est, né l'Impero samanide né i ghaznavidi sembrano averlo utilizzato spesso, ad eccezione del caso di Abu Ali Simjuri, un comandante militare ribelle che prese il controllo del Khorasan nel 991 e si proclamò amir al-umara. Successivamente le dinastie musulmane, sia iraniche che turche, usarono il titolo principalmente in un contesto militare, sebbene non sempre associato al comando in capo dell'esercito. Pertanto i turchi selgiuchidi, che invasero le antiche terre del Califfato alla fine dell'XI secolo, lo usarono come una delle tante designazioni per i comandanti militari anziani (ispahsalar, amir-i salar, muqaddam al-'askar, ecc.). Si conoscono solo due casi in cui il titolo fu detenuto dai principi della dinastia come segno di distinzione: Osman, figlio di Chaghri Beg, che nel 1073 fu nominato governatore dell'Afghanistan settentrionale, e Muhammad, nipote di Chaghri Beg, che nel 1097 si ribellò nel Khorasan contro il nipote, il sultano Barkiyaruq (r. 1094-1105).
Nell'Iran safavide, il titolo aveva inizialmente una notevole importanza, poiché era detenuto dal comandante in capo delle forze qizilbash che formavano il pilastro del regime safavide. All'epoca in cui Husayn Beg Shamlu occupò l'incarico nel 1501-1510, era il funzionario statale più potente, ma dopo la sua caduta perse importanza e molto potere, in particolare a favore dei qurčibaši, i comandanti della cavalleria tribale turkmena. L'amir al-umara godette di una rinascita nel periodo della guida dei qizilbash su Tahmasp I nel 1524-1533, ma da allora in poi scomparve quasi completamente. Riapparve solo occasionalmente nel tardo periodo safavide, quando designava un comandante militare incaricato in via eccezionale di una regione di confine minacciata da un'invasione straniera.

### Mamelucchi e Ottomani
Il titolo fu utilizzato, seppur raramente, anche dal Sultanato mamelucco con sede al Cairo, apparentemente associato al comandante dell'esercito (atabak al-'asakir), ma sembra essere stato dato anche ad altri emiri. Nell'Impero ottomano, era usato, insieme all'equivalente persiano mir-i miran, come traduzione di beylerbey ("bey dei bey).

## Nella Sicilia normanna
A seguito del lungo periodo di dominazione araba in Sicilia, il Regno di Sicilia continuò a utilizzare nella sua amministrazione molti termini arabi, tra cui "emiro" (am[m]iratus in latino, ἀμηρᾶς, in greco, le altre due lingue ufficialmente in uso), i cui titolari univano l'autorità militare e quella civile. Tra i più importanti di questi vi era un cristiano greco noto come Giorgio d'Antiochia, che come funzionario più potente di Ruggero II di Sicilia (r. 1130-1154) adempì ai servigi presso Ruggero e gli furono conferiti i titoli di "grande emiro" (magnus amiratus, μέγας ἀμηρᾶς ed 'emiro degli emiri' (amiratus amiratorum, ἀμηρᾶς τῶν ἀμηράδων). Il titolo decadde dopo la sua morte, nel 1152 circa, fino a quando non venne assegnato nel 1154 da Guglielmo I di Sicilia (r. 1154-1166) a Maione da Bari, che lo mantenne fino al suo assassinio nel 1160. L'ultimo ammiratus ammiratorum fu Margarito di Brindisi che mantenne il titolo fino al crollo della dinastia degli Altavilla nel 1194. È da questi individui che la forma corrotta "ammiraglio" cominciò ad essere utilizzata nel Mediterraneo occidentale per i comandanti navali nel XIII secolo.